# Loropetalum subcordatum
Loropetalum subcordatum là một loài thực vật có hoa trong họ Hamamelidaceae. Loài này được (Benth.) Oliv. miêu tả khoa học đầu tiên năm 1883.